# Атряклинское сельское поселение
Атряклинское се́льское поселе́ние — муниципальное образование в Мензелинском районе Татарстана Российской Федерации.
Административный центр — деревня Атрякле.

## История
Статус и границы сельского поселения установлены Законом Республики Татарстан от 31 января 2005 года № 50-ЗРТ «Об установлении границ территорий и статусе муниципального образования „Мензелинский муниципальный район“ и муниципальных образований в его составе».

## Население
| 2010  | 2011  | 2012  | 2013  | 2014  | 2015  | 2016  |
| ----- | ----- | ----- | ----- | ----- | ----- | ----- |
| 1197  | ↘1188 | ↘1165 | ↗1167 | ↘1136 | ↘1123 | ↘1100 |
| 2017  | 2018  |       |       |       |       |       |
| ↘1083 | ↘1060 |       |       |       |       |       |

## Состав сельского поселения
| № | Населённый пункт | Тип населённого пункта          | Население |
| - | ---------------- | ------------------------------- | --------- |
| 1 | Атрякле          | деревня, административный центр |           |
| 2 | Калтаково        | село                            |           |
| 3 | Новое Айманово   | деревня                         |           |
| 4 | Русская Мушуга   | деревня                         |           |
| 5 | Татарская Мушуга | село                            |           |
| 6 | Филимоновка      | деревня                         |           |
| 7 | Чупаево          | село                            |           |